# Die Philosophin
Die Philosophin (Titelzusatz: Forum für feministische Theorie und Philosophie) war eine Zeitschrift für Philosophie und feministische Theorie. Sie erschien von 1990 bis 2005 in 32 Ausgaben im halbjährlichen Rhythmus. Ziel der Zeitschrift war es, philosophische Fragestellungen aus einer feministischen Perspektive zu thematisieren. Beabsichtigt war, einen Beitrag zur Förderung interdisziplinärer Zusammenarbeit im Bereich der Forschung über die Genealogie und die Funktion der Geschlechterdifferenz zu leisten.
Gegründet und herausgegeben wurde Die Philosophin von Ursula Konnertz und Astrid Deuber-Mankowsky. Als Anstoß für die Gründung einer eigenen Zeitschrift nannten sie ihr Erleben der Geschlechterblindheit der akademischen Philosophie in ihren eigenen philosophischen Hochschulausbildungen Ende der 1970er und 1980er Jahre.
Zu den Autorinnen, die Artikel in Die Philosophin veröffentlichten, gehören auch Susanne Baer, Anna Bergmann, Gayatri Chakravorty Spivak, Gabriele Dietze, Esther Dischereit, Hille Haker, Sabine Hark, Susan Neiman, Ute Planert und Susanne Schröter.
Es wurden Gespräche veröffentlicht unter anderem mit Karl-Otto Apel, Anne Fausto-Sterling, Sybille Krämer und Gesa Lindemann.